# Архипов, Борис Алексеевич
Бори́с Алексе́евич Архи́пов (род. 21 апреля 1949, г. Химки) — советский и российский врач-психоневролог, кандидат медицинских наук, профессор, автор концепции «Адаптивная Нейропедагогика». Автор запатентованной диагностической и коррекционной методики преодоления несформированности психических функции у детей и взрослых.

## Образование
Окончил в 1973 г. педиатрический факультет в 2-м Московском государственном медицинском институте им. Н. И. Пирогова (сейчас — РНИМУ им. Н. И. Пирогова), там же проходил ординатуру по детской офтальмологии. В это время занимался научным исследованием аутоиммунных и генетических заболеваний органа зрения.
В 1975—1977 гг. — научный сотрудник лаборатории медицинской генетики при кафедре детской неврологии педиатрического факультета 2-й МОЛГМИ им. Н. И. Пирогова.
С 1977 г. — ассистент кафедры.
В 1983 г. защитил кандидатскую диссертацию по теме: «Энцефалотригеминальный ангиоматоз в сравнительно-возрастном аспекте».
С 1990 г. — доцент кафедры (с 1991 года «2-МОЛГМИ» переименован в «РГМУ»), ученое звание доцента по кафедре детской неврологии присвоено в 1992 г.
С 1993 г. — профессор кафедры детской неврологии педиатрического факультета.
С 1994 по 1996 гг. — исполняющий обязанности заведующего кафедрой детской неврологии РГМУ.
Проходил стажировку и читал лекции в Санкт-Петербургском государственном педиатрическом медицинском университете, НМИЦ ПН им В. М. Бехтерева, ММИ им. И. М. Сеченова, 2-й МОЛГМИ им. Н. И. Пирогова, в психоневрологической клинике Шарите берлинского университета им. Гумбольдта, психоневрологической клинике Мюнстерского университета в г. Лемго, психоневрологической клинике в г. Линца (Австрия), в Парижском университете Пари-Норд им. Леонардо да-Винчи, в РИПКРО. В 2005 и 2006 гг. — в ГОУДПО РМАПО по психотерапии. В 2007 г. — по программе санаторно-курортного лечения и реабилитации в медицинских центрах Республики Словения.

## Педагогическая деятельность
С 1985 по 1991 гг. — учёный секретарь учебно-методического отдела Министерства здравоохранения СССР по преподаванию невропатологии, нейрохирургии и медицинской генетики в медицинских ВУЗах страны.
В 1995—1996 гг. организовал и возглавил лабораторию адаптивных механизмов развития в психолого-медико-социальном центре (ПМСЦ) для детей и подростков Департамента Образования г. Москвы.
С 1996 г. по 2006 г. — организатор и заведующий «Лабораторией Диагностики и коррекции психических функций у детей» в Московском городском педагогическом университете.
В 1997—1998 г. — директор Научно-исследовательского института столичного образования (НИИСО) Московского городского педагогического университета.
С 1998 г. по 2012 г. — заведующий кафедрой клинических основ специальной педагогики и специальной психологии факультета специальной педагогики и специальной психологии Московского городского педагогического университета.
Читал лекционные курсы по анатомии, физиологии и патологии органов зрения, слуха и речи; речевым и сенсорным системам; невропатологии, психопатологии, клинике интеллектуальных нарушений. Авторские курсы: «Эволюционная неврология», «Особый ребенок, психоневрологическая диагностика, коррекция, реабилитация».
Автор оригинальных курсов «Психоневрологическая и нейропсихологическая диагностика и коррекция школьной неуспешности» и «Адаптивная нейропедагогика» для слушателей Факультета переподготовки педагогических кадров (ФППК).
С 1998 г. по 2015 г. читал курс по иппотерапии и лечебно-верховой езде для слушателей факультета повышения квалификации в Российском государственном университете физической культуры.
С 2010 г. читает курс «Адаптивная нейропедагогика» в Институте психологии практик развития Сибирского федерального университета.

## Практика
В 1977—1992 гг. проводил комплекс популяционных клинико-генетических исследований фенотипического полиморфизма наследственных болезней в различных регионах СССР и РФ.
С 1970 по 1985 гг. внештатный художник издательств «Медицина», «Медучпособие», «Большая медицинская энциклопедия».
С 2000 по 2004 г.г. — разработчик и научный руководитель межведомственной программы «Профилактика социальных проблем семьи. Детей и молодежи Чукотского АО» по гранту университета г. Анкориджа (США) штат Аляска. Имеет гранты Правительства Москвы, Департамента образования г. Москвы в области науки и технологии в сфере образования.
В 2008 г. — научный руководитель института Современного детства компании «Мир детства».
С 2009—2011 гг. главный врач службы Детского здоровья при институте Современного детства.
В 2012 г. — научный руководитель «Ассоциации специалистов сенсорной интеграции».
С 2009 г. — организатор и соведущий (совместно с проф. Элькониным Б. Д.) научно-практических семинаров лаборатории психологии теоретических и экспериментальных проблем развития ПИ РАО.
Долгое время являлся научным руководителем Центра ADVANSELF.

## Методика
Б.А. Архипов разработал и запатентовал методику "Способ диагностики пространственных функций у детей и взрослых с учетом особенностей онтогенеза методом исследования оптомоторных реакций" в концепции адаптивной нейропедагогики, направленную на выявление особенностей функциональной организации, в том числе дезадаптивных, у развивающегося ребенка и взрослого. Изобретение относится к медицине, а именно к неврологии, психиатрии, педиатрии, а также к области коррекционной педагогики и психологии.
В данной методике соотносятся между собой известные возрастные нормативы показателей психомоторного и речевого развития первых 6-7 лет жизни, которые сопоставляются с пространственной организацией функциональных навыков в дальнейшей жизни. Разными специалистами основные возрастные периоды человека определяются по-разному. Обычно их разделяют на несколько стадий, уровней, зон развития:
- Системогенез — функциогенез.[2]
- Сенсомоторный интеллект по стадиям: Ж. Пиаже (стадии) от 0 до 18 месяцев.[3]
- Нейромоторное развитие по уровням организации: Н.А. Бернштейн (уровни) от в/у до 12 месяцев.[4]

В адаптивной нейропедагогике используется синтез данных теорий, а также анализируется многоуровневость и этапность пространственных функций человека. Уровни пространства выстраиваются в своей последовательности от 0 — вегетативного, к 5 — социальному. Итого  рассматриваются 6 уровней пространства. Последний уровень характеризует социализацию исследуемого, способность взаимодействия с другими людьми. Первые же 5 уровней непосредственно связаны с телесными функциями, обеспечивающими связь ВНД и ВПФ. Каждый из уровней имеет морфологическую основу, которая соответствует функциональной организации центральной нервной системы, и функциональную основу, которая соответствует развитию новых нейромоторных и сенсорных связей ЦНС. Построение пространств связано с индивидуальным опытом, освоенным в процессе развития и представлениями об этом опыте и о своем собственном теле, а также соответствует индивидуальной схеме тела.
0 уровень — вегетативный. Вегетативные симптомы, проявляются в приспособительных реакциях между внешними и внутренними процессами. С рождения эти реакции учитываются как реакции ритма сердца (ЧСС изменяется с возрастом и является характеристикой оформленности внутренних систем организма) и частоты дыхания.
Формирование устойчивых эмоциональных реакций и волевых качеств тоже во многом связано с вегетативной нервной системой.
1 уровень — рефлекторный. Он начинает проявляться уже внутриутробно, что обеспечивает реакции движения плода. С момента рождения его главной функцией является жизнеобеспечение на основе реакций: защитных, поисковых, ориентировочных, витальных, выделительных. Они все сопровождают человека в течение всей жизни и согласуются с вегетативными реакциями.
2 уровень — сенсомоторный. Он начинает функционировать как моторный и сенсорный с внутриутробного периода. С момента рождения преобладает двигательная активность ребенка при минимальных сенсорных процессах. По мере роста и развития рефлекторные реакции упорядочиваются во времени и пространстве. Появляются ощущения собственного положения и движения, которые впоследствии оформляются в целенаправленные действия - произвольные акты. На 1-м году жизни ребенка движения имеют стереотипный характер для формирования чувства положения и чувства движения, связанного с осваиваемым пространством.
3 уровень — эмоционально-волевой. Он начинает формироваться с периода новорожденности и подчиняется тем рефлекторным, вегетативным, сенсомоторным и эмоциональным воздействиям, которые идут от матери. Поэтому с раннего возраста его проявления выглядят как «реакция оживления». Впоследствии, на основе сенсомоторного уровня, выделяются те двигательные реакции, которые в устойчивом состоянии обозначаются и поддерживаются взрослым как мимические, жестовые и позные. Время их удержания увеличивается по мере развития ребенка и становится принадлежностью психической сферы.
4 уровень — психический (коммуникативный). Он развивается с периода новорожденности, и связан со всеми вышеперечисленными уровнями. Всё, что приобретается в процессе развития как биологическое индивидуальное (внутреннее), так и личностное (внешнее), включает телесные, эмоциональные, когнитивные функции. Основной акцент психического уровня связан с речевой функцией, которая является средством передачи информации в социум.
5 уровень — социальный. Он развивается с периода новорожденности, и связан со всеми вышеперечисленными уровнями. Все, что приобретается в процессе развития как биологическое индивидуальное (внутреннее), так и личностное (внешнее), включает телесные, эмоциональные, когнитивные, социальные и духовные функции.
Построение уровней — процесс закономерный, обусловленный созреванием нервной системы и характеризующийся непрерывностью и последовательностью в пространственно-временной организации.

### Основные тезисы
- Организм — адаптивная система.
- Основное свойство центральной нервной системы — адаптивность.
- Онтогенез: индивидуальное развитие.
- Развитие — непрерывный процесс преобразований.
- Развитие с помощью посреднического действия.[5]
- Обучение и воспитание — единый целенаправленный процесс организации учебной и профессиональной деятельности.
- Самообразование и самовоспитание — неотъемлемая часть обучения.

### Задачи
- Формирование нейропедагогического пространства и совместной образовательной среды.
- Повышение эффективности профессиональной деятельности медицинских работников и работников сферы образования.
- Воспитание функционально адаптивной нервно-психической организации.
- Воспитание и обучение самоорганизующейся, самоуправляющейся, самокорректирующейся, самовосстанавливающейся и гибкой структуры психической деятельности в реализации произвольных и контролируемых актах и способах поведения.

### Особенности обследования
Обследование пациентов по данной методике, в отличие от стандартного, всегда индивидуально и вариабельно, строится с учетом следующих пунктов:
1. Освоенное пространство;
2. Удержание оси тела;
3. Телесный контакт и речевое согласование действий;
4. Отношение пассивного двигательного акта к активному;
5. Время удержания позы.

Исследование пространственных функций может проводиться в любом возрасте.

### Преимущества методики перед аналогами
1. Многоуровневость пространственной организации;
2. Трёх-осевая организация и способ освоения пространств.

## Участие в фондах, обществах и остальная деятельность
- Автор концепции «Адаптивная Нейропедагогика»
- Сертифицированный специалист-невролог
- Член международного нейропсихологического общества
- Член Ассоциации детских психиатров и психологов
- Член редколлегии Таврического психиатрического журнала
- Член диссертационного совета факультета, член ученого совета факультета специальной педагогики и специальной психологии МГПУ (до 2008 г.)
- Действительный член Некоммерческого партнерства содействия научной и творческой интеллигенции в интеграции мировой культуры «Авторский клуб» (с 2012 г.)
- Консультант-эксперт многих общественных и независимых организаций по работе с проблемными детьми и детьми инвалидами, в том числе Центра Лечебной Педагогики, Центра социально-творческой реабилитации «КРУГ», детского реабилитационного экоцентра «Солнечный мир», Московского конноспортивного клуба инвалидов. (1985—2015)
- Консультант-эксперт НОУ г. Москвы «МЭШ», «Премьер», «Бакалавр», «Золотое сечение» и др. (1996—2006)
- Инициатор, соразработчик и соисполнитель федеральных программ «Дети России», «Дети Севера», «Дети инвалиды», «Дети сироты», «Дети Чернобыля»

## Основные научные труды
- Архипов Б. А., Кислая Л. А. Возрастные изменения структуры и функции сосудистого тракта глаза при переднем увеите в эксперименте. — Республиканский сборник научных работ. Труды 2-го МОЛГМИ. Пироговская сессия. Том XVI вып. 1/ 3 М. 1973 г.
- Архипов Б. А., Ковалевский Е. И., Ромашенко Ф. А. Повторный иммунологический увеит и возможные звенья его генеза. — Республиканский сборник научных работ. Труды 2-го 2-МОЛГМИ том XVII вып. 1 /6/ М. 1974 г.
- Архипов Б. А., Скворцов И. А., Сепп Е. К., Авакян Г. Н., Каменных Л. Н. Электронейромиографическое изучение экспериментальных стероидных миопатий у кроликов. — Журнал экспериментальной и клинической медицины АН Арм. ССР т. 19 № 3, 1979 г.
- Архипов Б. А., Скворцов И. А., Каменных Л. Н. Энцефалотригеминальный ангиоматоз Штурге-Вебера (клинико-электронейромиографическое исследование). — Журнал невропатологии и психиатрии им. С. С. Корсакова, № 5 1982 г.
- Архипов Б. А., Бадалян Л. О., Малыгина Н. А., Темин П. А. Клинический случай тандемной транслокации между хромосомами 13 и 15. — Цитология и генетика т. 19 № 4 1985 г. с. 304—309.
- Архипов Б. А., Бадалян Л. О., Темин П. А. Влияние беременности на течение невральной амиотрофии Шарко-Мари-Тутта. — Акушерство и гинекология № 6, 1986 г. с. 70—71.
- Архипов Б. А., Бадалян Л. О., Малыгина Н. А., Темин П. А. Спонтанный и индуцированный уровень сестринских хроматидных обменов у больных наследственными формами миотоний: миотонией Томсена и миотонической дистрофией. — Доклады Академии Наук УССР Сер. Б., № 7, с. 65—68.
- Архипов Б. А., Бадалян Л. О., Темин П. А., Каменных Л. Н. Псевдогипертрофическая форма прогрессирующей мышечной дистрофии со злокачественным течением у девочек. — Педиатрия, 1988, № 7, с. 29—33.
- Архипов Б. А., Бадалян Л. О., Малыгина Н. А., Темин П. А., Каменных Л. Н. Сочетание прогрессирующей мышечной дистрофии Дюшенна с врожденным ихтиозом — деления или две независимые генные мутации в Хр21-Хр22? — Журнал невропатологии и психиатрии им. С. С. Корсакова т. 88 1988, № 8, с. 48—51.
- Архипов Б. А., Бадалян Л. О., Темин П. А. Генетический регистр и диспансеризация больных прогрессирующей мышечной дистрофией Дюшенна. — Вопросы охраны материнства и детства 1988, № 10, с. 33—39.
- Архипов Б. А., Бадалян Л. О., Темин П. А. Аутосомно-доминантная моторно-сенсорная невропатия I типа: внутрисемейный полиморфизм синдрома Русси-Леви. — Журнал невропатологии и психиатрии им. С. С. Корсакова т. 88 1988, № 11, с. 45—49.
- Архипов Б. А., Малыгина Н. А., Морозов Н. Н., Крылова Л. И. Сестринские хроматидные обмены при заболеваниях нервной системы. — МОИП «Хромосомы человека в норме и патологии» конф. Москва «Наука» 1989 с. 124—131.
- Архипов Б. А., Кураева Т. Л., Ремизов О. В., Дедов И. И. Телеангиектазии, атаксия, гипермобильный синдром, гипертрофическая кардиомиопатия и сахарный диабет — новый синдром? — «Проблемы эндокринологии», т. 42. 2. 1996 г. с. 32—34.
- Архипов Б. А., Семенович А.В Нейропсихологический подход к проблеме отклоняющегося развития. — Acta Psychiatrica Psychol. et ethologica tavrica V. 4 № 7 1997 с 50—59.
- Архипов Б. А., Максимова Е. В., Семенова Н. Н. Уровень тонической регуляции как основа формирования психики ребёнка — Журнал «Психотерапия», Москва, 2010.
- Архипов Б. А., Ополинский Э. С., Носатовский П. А. Патоморфология мозга и нарушения интеллекта. — Журнал Невропатологии и психолгии им. С. С. Корсакова, 2008 г.
- Архипов Б. А., Аксенова Л. И. , Белякова Л. И. и др. Клинические основы специальной педагогики. — Специальная педагогика / под редакцией Н. М. Назаровой М.: Издательский центр «Академия», 2000. — Учебное пособие для студентов высших педагогических учебных заведений.
- Архипов Б. А., Карафа-Корбут Н. О. Программы дисциплин медико-биологического блока по специальностям 050714 — «Олигофренопедагогика», 050715 — «Логопедия», 050713 — «Сурдопедагогика». — М.: МГПУ, 2010.
- Архипов Б. А. Нейропедагогические возможности в практике коррекционной работы с детьми, имеющими дизонтогенетическое развитие. — Методическое пособие. — М.: Логомаг, 2019. — 44 с.
- Архипов Б. А. Зрительномоторное онтогенетическое пространство. Методическое руководство для психологов и педагогов. — М.: Логомаг, 2020. — 84 с.